# Feldborg
Feldborg – miasto w Danii, w regionie Jutlandia Środkowa, w gminie Herning.